# Brandtaucher
Brandtaucher (z něm. Brand = požár/žár/topivo a Taucher = potápěč), v literatuře také někdy označován jako "Železný tuleň"  nebo Plongeur Marin je ponorka, kterou navrhl a zkonstruoval německý vynálezce Wilhelm Bauer v roce 1850. On sám však ve svých plánech ponorku nijak zvlášť nenazýval, označovaná byla jen jako "ponorný člun" nebo "podmořská loď". Název tedy není možné považovat za oficiální. Je nejstarší zachovanou ponorkou na světě.

## Vývoj
Bauer byl jako člen bavorské armády zapojen do války mezi Šlesvicko-Holštýnskem a Dánskem (tzv. První válka o Šlesvicko-Holštýnsko), které mělo vůči němu územní nároky. Dánské námořnictvo zablokovalo přístav Kiel a právě Bauer navrhl svým nadřízeným možnost, jak tuto blokádu překonat - ponorku, která by dokázala nepřátelské lodě potopit. Zpočátku byl jeho návrh odmítán, ale protože blokáda dopadala na zemi stále více, dostal nakonec možnost své plány realizovat. Dostal od bohatých měšťanů 130 stříbrných tolarů na konstrukci funkčního, 75 cm modelu svého podmořského člunu. Model očekávání splnil a Bauer tak dostal možnost ponorku postavit.

## Konstrukce

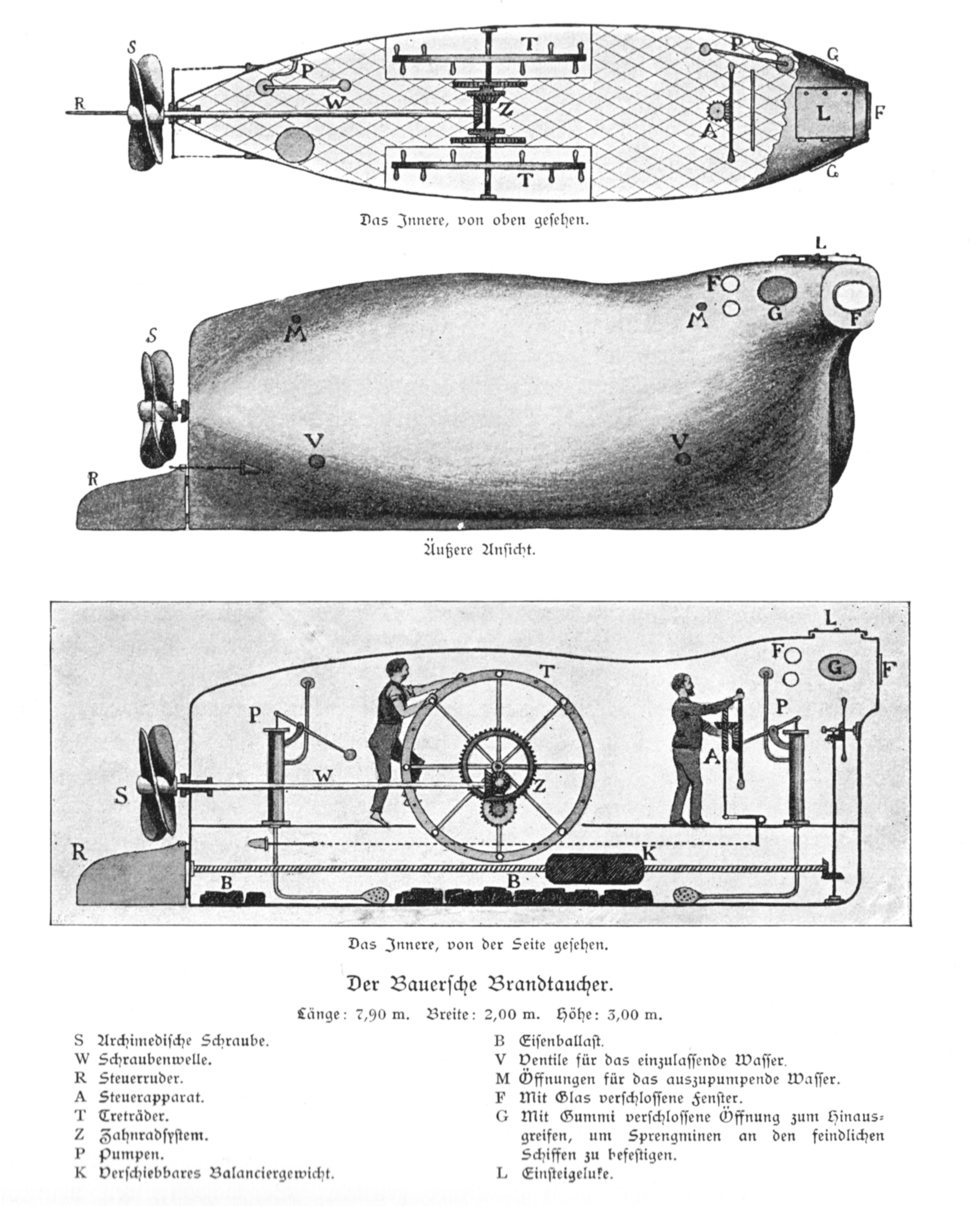
Schéma ponorky.

Bauerova ponorka byla vyrobena kompletně ze železa (kostra pokrytá železnými pláty) a vzdáleně připomínala ze stran zploštělou cisternu. Velitel stál v přední části, kde byla umístěna malá věž se skleněnými průhledy. Dva námořníci se starali o pohon lodi i čerpadel, která řídila ponor. Cílem útoku bylo na trup nepřátelské lodě připevnit elektricky odpalovanou nálož. Velitelská věžička měla po bocích dvě gumové rukavice, které umožňovaly manipulaci s minami a jejich upevnění. Pohon zajišťovali dva muži pomocí šlapacích kol, které poháněly lodní šroub. Sklon ponorky se řídil přesouváním pevné 500 kg zátěže po dně lodi dopředu a dozadu. Původně plánované samostatné zátěžové nádrže na vodu byly z důvodu úspor nahrazeny napouštěním zátěžové vody přímo do ponorky pod podlahu. To později vedlo i k její havárii a zániku slibného projektu.

## Havárie
První plavba "Brandtauchera" se uskutečnila 1. února 1851 a byla údajně i jeho plavbou poslední (Richard Compton). Jiné zdroje (Cyril Field) naopak tvrdí, že Brandtaucher absolvoval první plavbu na hladině, a že výskyt podivného plavidla v Kielském přístavu vyvolal mezi dánskými loděmi paniku a následný konec blokády.
Loď absolvovala úspěšný ponor i manévry pod hladinou. Ale při pokusu o třetí ponor došlo k náhlé ztrátě podélné stability ponorky a její poklesu na dno do hloubky 16 m. Voda, která se do ponorky volně pumpovala, narušila její těžiště a posunula i kusy železa, které sloužily jako stacionární zátěž a byly volně naházené na jejím dně. Pokusy o vynoření selhaly a do ponorky začala pronikat voda. Bauerovi se podařilo přesvědčit námořníky, že k opuštění ponorky je nutné ji zcela zatopit. To se nakonec podařilo a celé posádce se podařilo uniknout - objevili se na hladině právě během smutečního projevu na jejich počest. Byl to první zaznamenaný úspěšný únik ze ztroskotané ponorky.

## Neúspěch a nový začátek
Válka skončila porážkou Němců a o Bauerovů vynález přestal být zájem. Svou ponorku se neúspěšně pokoušel nabídnout Francouzům i Rakušanům, Britové ho údajně o jeho nápady okradli. Nakonec uspěl v carském Rusku, kde postavil nástupce Brandtauchera, známého jako Seeteufel (Mořský ďábel).

## Osud ponorky
Potopenou ponorku našli při čištění přístavu v roce 1887. Byla vyzvednuta, zrestaurována a následně vystavena v námořní škole v Kielu, později přemístěna do vojensko-historického muzea v Drážďanech, kde ji lze vidět dodnes.